# Сели (Валкский край)
Сели (ранее Лугажи; латыш. Sēļi) — населённый пункт в Валкском крае Латвии. Входит в состав Валкской волости. Находится у автодороги P23 (Валка — Виреши). По данным на 2015 год, в населённом пункте проживало 293 человека. Есть почтовое отделение, магазин, пункт Красного Креста.

## История
Населённый пункт образовался у поместья Зелен.
В советское время населённый пункт входил в состав Валкского сельсовета Валкского района. В селе располагался совхоз «Лугажи».